# Levadkî, Simferopol
Levadkî (în ucraineană Левадки) este un sat în comuna Ciîstenke din raionul Simferopol, Republica Autonomă Crimeea, Ucraina.

## Demografie
Componența lingvistică a localității Levadkî
     Rusă (64,68%)
     Tătară crimeeană (28,25%)
     Ucraineană (5,95%)
     Alte limbi (0,87%)
Conform recensământului din 2001, majoritatea populației localității Levadkî era vorbitoare de rusă (64,68%), existând în minoritate și vorbitori de tătară crimeeană (28,25%) și ucraineană (5,95%).